# Eberhard Reichert

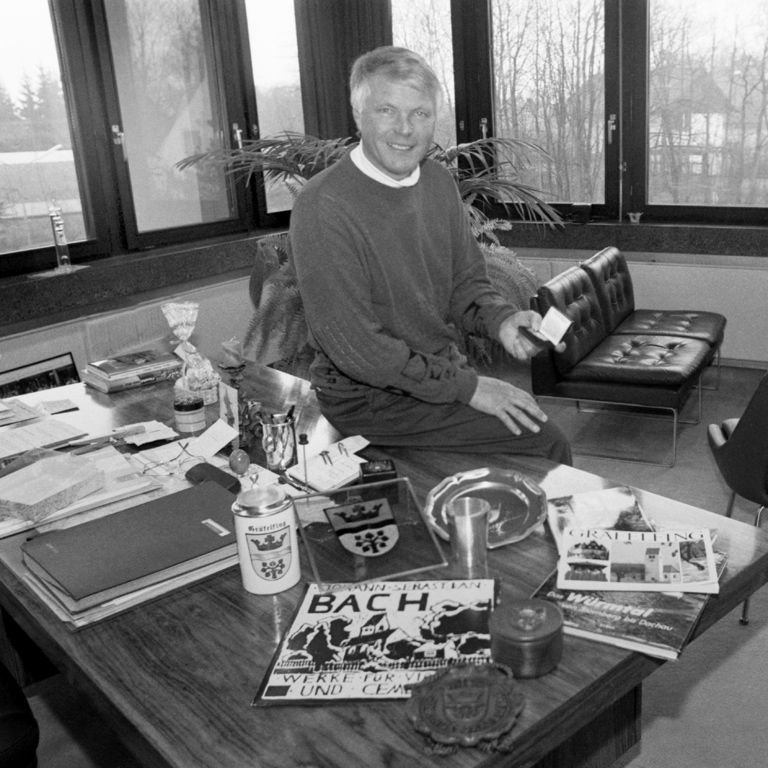
Eberhard Reichert in seinem Büro im Rathaus Gräfelfing, 1992

Eberhard Reichert (* 2. Februar 1942 in Königsberg in Ostpreußen) ist ein deutscher Jurist und Kommunalpolitiker.

## Leben
An der juristischen Fakultät der Universität Würzburg wurde Reichert 1971 mit der verwaltungsrechtlichen Dissertation Regierung und Bezirk in Bayern: Entwicklung, Erscheinung und Reform promoviert. Nach seiner Wahl war er bei Amtsantritt jüngster Bürgermeister Deutschlands. Er wirkte von 1972 bis 2002 als 1. Bürgermeister von Gräfelfing bei München.  Außerdem war Eberhard Reichert Mitglied des Präsidiums des Deutschen Städtetages, Mitglied der Südosteuropa-Gesellschaft, Vorsitzender des Planungsverbandes Äußerer Wirtschaftsraum München sowie Kreisrat, Medienrat und Rundfunkrat.
Er amtiert als Stiftungsratsvorsitzender der Gemeindestiftung Gräfelfing und als Vorsitzender des Stiftungsvorstandes der Seidlhof-Stiftung.

## Auszeichnungen
Eberhard Reichert ist: 
- Träger des Bundesverdienstkreuzes am Bande[4], (1999)
- Ehrenmitglied der IGG (Interessengemeinschaft Gartenstadt Gräfelfing)
- seit 2009 Ehrenbürger von Gräfelfing[5][6]